# Stellenbosch University Choir
Le Stellenbosch University Choir (« Chœur de l'université de Stellenbosch »), en afrikaans « Stellenbosch Universiteitskoor », est un chœur d'adultes mixte, fondé en 1936 à l'université de Stellenbosch. Multiculturel aussi bien en ce qui concerne ses membres qu'en ce qui touche à son répertoire, il détient à son actif de nombreuses victoires internationales et un prestige très important dans son pays, particulièrement depuis la prise de direction d'André van der Merwe en 2003.

## Histoire

### Fondation et premiers succès

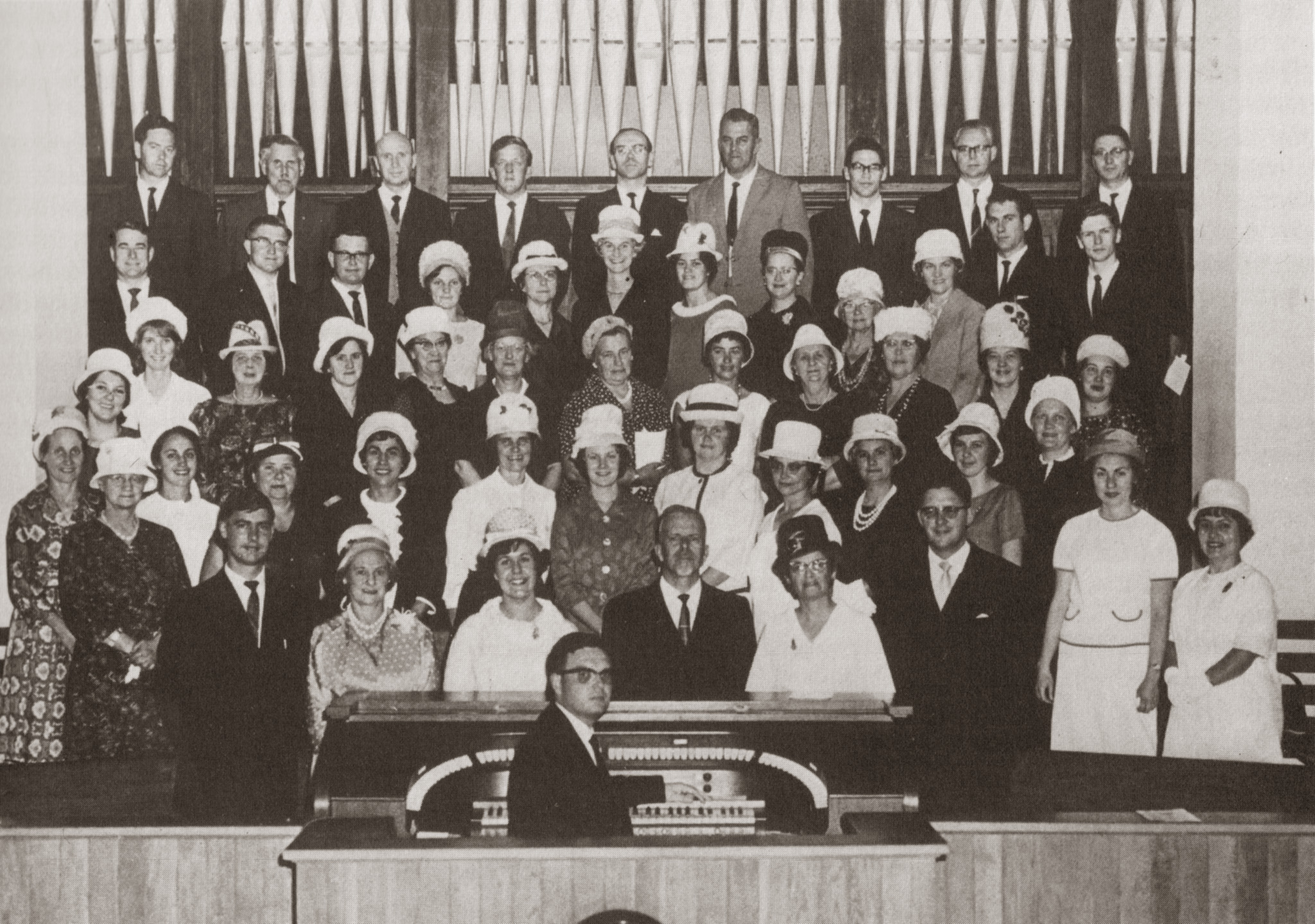
Le chœur sous la direction de.

Le chœur est fondé en 1936 par William Morris, ce qui fait de cette chorale la plus ancienne d'Afrique du Sud, et également la plus renommée. À l'époque de la fondation, le chœur est cependant très modeste.
Sous la direction de Gawie Cillié (af), entre 1940 et 1954, le chœur compte entre cent cinquante et deux cents membres. C'est alors qu'il acquiert une célébrité nationale, avec de nombreuses tournées dans le pays ainsi que des passages à la radio. Philip MacLachlan, le chef suivant, restreint le recrutement pour limiter le nombre de choristes à soixante, ce qui est plus en phase avec le répertoire alors interprété. Sous sa direction le chœur commence à se faire connaître à l'étranger, et particulièrement en Europe : Allemagne de l'Ouest, Belgique, Suisse, Portugal, Royaume-Uni, France.

### Croissance, dissolution et rétablissement
Sous la direction de Johan de Villiers (1955-1976), les tournées outre-mer deviennent régulières. En 1983, le chœur participe notamment au festival Semaines européennes de Passau (de), et gagne par ailleurs le concours choral organisé par la SABC. La dimension internationale du chœur se confirme sous la houlette d'Acáma Fick, qui dirige l'ensemble de 1985 à 1992. En 1991, la chorale réalise une tournée dans de nombreuses villes européennes, qui aboutit notamment à l'enregistrement d'un disque.
En 1993, le chœur est dirigée pour la première fois par une femme, Sonja van der Walt, qui centre le répertoire sur les œuvres a cappella. Bien que l’accent soit mis sur l'ancrage sud-africain avec beaucoup de concerts et de passages à la radio, une tournée en Europe centrale a lieu en 1996. Trois nouveaux disques sont enregistrés. En 1999, la chorale est dissoute par le Conseil universitaire ; les critiques virulentes exprimées à cette occasion, aussi bien du public que des membres, anciens membres, mais aussi des médias et des bienfaiteurs de l'université, forcent l'institution à revoir sa position et à laisser le chœur se recréer à la fin de l'an 2000.

### Sous la direction d'André van der Merwe
En 2003, après avoir pris en main le Stellenberg Girls Choir (« chœur de filles de Stellenberg »), surnommé « Stellies Angels », André van der Merwe prend la tête du Stellenbosch University Choir.
Il y insuffle entre autres, selon ses choristes, une très grande recherche de diversité musicale, mais aussi une théâtralité qui caractérise la chorale. À cette période, la diversité ethnique de la chorale croît fortement, bien que la composante majoritaire reste blanche. Pendant les deux années de la pandémie de Covid-19, les répétitions se font en petits groupes dans lesquels une distanciation physique est possible, avec port du masque et souvent en extérieur ; elles ne reprennent en chœur rassemblé qu'en février 2022.

### Liste des chefs de chœur
| Nom                 | Dates     |
| ------------------- | --------- |
| William Morris      | 1936-1940 |
| Gawie Cillié (af)   | 1940-1954 |
| Philip MacLachlan   | 1955-1976 |
| Johan de Villiers   | 1977-1984 |
| Acáma Fick          | 1985-1992 |
| Sonja van der Walt  | 1993-2002 |
| André van der Merwe | 2003-…    |

## Composition et répertoire
Le chœur est, au XXIe siècle, exclusivement composé d'étudiants, qui répètent ensemble deux fois par semaine, soit cinq heures hebdomadaires de répétition ; à l’approche des concerts et des participations aux concours, des répétitions supplémentaires sont intercalées. En outre, les répétitions se poursuivent durant les vacances scolaires, ou les weekends, ces derniers incluant plus de huit heures de répétition.
La chorale reste une formation nombreuse, comptant en moyenne entre 80 et plus de cent choristes sous la direction d'André van der Merwe. Les recrues sont des étudiants de divers cursus, tous n'ayant pas des connaissances musicales,.

### Enregistrements
La chorale a produit neuf disques depuis l'arrivée d'André van der Merwe à la direction.

## Récompenses

### World Choir Games
Le Stellenbosch University Choir participe à sept éditions des World Choir Games, de 2004 à 2018, et y remporte un total de dix-huit médailles d'or. En 2014, à Riga, il s'adjuge une note finale de 99%, ce qui reste un record jusque-là inégalé.
| Catégorie | Points                | Résultat                  |
| --- | --------------------- | ------------------------- |
| 2004, 3e édition, Brême |                       |                           |
| 5e catégorie : Chœur mixte de jeunes | 93.13 · Médaille d'or | Vainqueur de la catégorie |
| 24e catégorie : Folklore a cappella | 85.75 · Médaille d'or | Quatrième place           |
| 2008, 5e édition, Graz |                       |                           |
| 5e catégorie : Chœur mixte de jeunes | 85,25 · Médaille d'or | Troisième place           |
| 17e catégorie : musique sacrée | 92.13 · Médaille d'or | Vainqueur de la catégorie |
| 24e catégorie : Gospel & spiritual | 92.13 · Médaille d'or | Deuxième place            |
| 2010, 6e édition, Shaoxing |                       |                           |
| 5e catégorie : Chœur mixte | 95,75 · Médaille d'or | Vainqueur de la catégorie |
| 15e catégorie : musique contemporaine | 90,88 · Médaille d'or | Vainqueur de la catégorie |
| 2012, 7e édition, Cincinnati |                       |                           |
| 8e catégorie : Chœur mixte | 93,50 · Médaille d'or | Vainqueur de la catégorie |
| 13e catégorie : musique sacrée | 96.88 · Médaille d'or | Vainqueur de la catégorie |
| 20e catégorie : musique chorale populaire | 91.25 · Médaille d'or | Deuxième place            |
| 2014, 8e édition, Riga |                       |                           |
| 9e catégorie : Chœur mixte | · Médaille d'or       | Vainqueur de la catégorie |
| 18e catégorie : musique sacrée avec accompagnement | · Médaille d'or       | Vainqueur de la catégorie |
| 23e catégorie : Spiritual | · Médaille d'or       | Vainqueur de la catégorie |
| 2016, 9e édition, Sotchi, |                       |                           |
| 16e catégorie : musique sacrée a cappella | 92.75 · Médaille d'or | Vainqueur de la catégorie |
| 19e catégorie : musique contemporaine | 98.25 · Médaille d'or | Vainqueur de la catégorie |
| 22e catégorie : Spiritual | 96.88 · Médaille d'or | Vainqueur de la catégorie |
| 2018, 10e édition, Tshwane |                       |                           |
| Le chef de chœur André van der Merwe étant membre du jury, la chorale ne concourt pas à cette édition, mais donne des concerts en ouverture et fermeture de la compétition. |                       |                           |

À l'issue de la neuvième édition en Russie, la chorale est nommée « meilleur chœur amateur du monde » par Interkultur,.
En 2020, la chorale est classée première mondiale au classement « Interkultur World Ranking List »,.